# Чёртов мост (каскад)
Чёртов мост — мост-каскад между первым и вторым Нижними прудами в Екатерининском парке Пушкина. Памятник архитектуры, объект культурного наследия России федерального значения.
В 1750—1752 годах в этой местности были созданы пруды с запрудами; в 1775 году было решено изменить очертания этих прудов. В процессе изменений в 1777-1779 годах по проектам И. Герарда были построены два «каменных с украшениями каскада», Чёртов мост и Зелёный мост.
В годы войны каскад был в значительной мере разрушен.
В 1970-х годах «Чёртов мост» перестроили по новому проекту с утратой живописных качеств.